# 張世畸
張恩壽（?—?），江西省德化縣人，清朝政治人物、進士出身。
光緒三十年，會試第245名；殿試登進士二甲87名，后授以主事分部學習。后進入日本法政大學速成班第五科。